# Вале Черина (Алесандрија)
Вале Черина је насеље у Италији у округу Алесандрија, региону Пијемонт.
Према процени из 2011. у насељу је живело 559 становника. Насеље се налази на надморској висини од 176 м.